# تالان آتیک

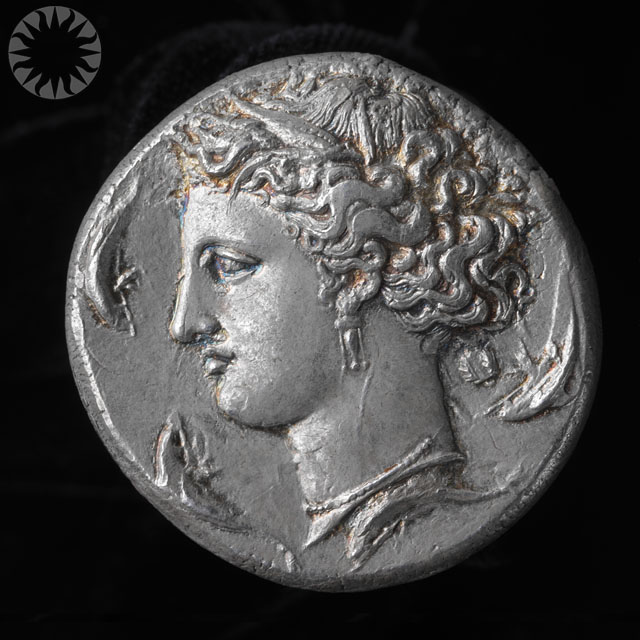
سکهٔ نقرهٔ دکادراخمه یا ۱۰ دراخمه، از سیراکوز مربوط به سال ۴۰۰ پیش از میلاد. یک تالان معادل ۶٬۰۰۰ دراخمه بود.

تالان آتیک همچنین معروف به تالان آتنی یا تالان یونانی، واحدی قدیمی برای سنجش جرم و معادل ۲۶ کیلوگرم است. همچنین واحدی برای سنجیدن قیمت و ارزش یک کالا و معادل ارزش ۲۶ کیلوگرم نقرهٔ خالص است. در اصل، یک تالان معادل جرم مقدار آبی بود که یک آمفورا (۳۹ لیتر) را لبریز می‌کرد. با در نظر گرفتن قیمت نقره در سال ۲۰۱۲ که از قرار ۱٬۰۰۱ دلار به ازای هر کیلوگرم است، یک تالان نقره ارزشی برابر ۲۶٬۰۳۰ دلار دارد. یک تالان معادل ۶۰ مینا، ۶٬۰۰۰ دراخمه، و ۳۶٬۰۰۰ اوبولوس بود.